# HK Iskra Partizánske
A HK Iskra Partizánske egy szlovák jégkorongcsapat Simonyban. A klub a harmadosztályú 2. hokejová liga nyugati csoportjában játszik.

## Története
A klubot 1974-ben alapították.

## Statisztikák
| Főcsoport (A csoport) | Főcsoport (A csoport) | Főcsoport (A csoport) | Főcsoport (A csoport) | Főcsoport (A csoport) | Főcsoport (A csoport) | Főcsoport (A csoport) | Főcsoport (A csoport) | Főcsoport (A csoport) | Alsóház (D csoport) | Alsóház (D csoport) | Alsóház (D csoport) | Alsóház (D csoport) | Alsóház (D csoport) | Alsóház (D csoport) | Alsóház (D csoport) | Alsóház (D csoport) | Rájátszás                   | Rájátszás                   | Rájátszás                   |
| Szezon                | LM                    | GY                    | GY. H.                | V. H.                 | V                     | G                     | P                     | Helyezés              | LM                  | GY                  | GY. H.              | V. H.               | V                   | G                   | P                   | Helyezés            | Negyeddöntő                 | Elődöntő                    | Döntő                       |
| --------------------- | --------------------- | --------------------- | --------------------- | --------------------- | --------------------- | --------------------- | --------------------- | --------------------- | ------------------- | ------------------- | ------------------- | ------------------- | ------------------- | ------------------- | ------------------- | ------------------- | --------------------------- | --------------------------- | --------------------------- |
| 2023–24               | 12                    | 3                     | 2                     | 1                     | 6                     | 44-62                 | 14                    | 4.                    | 6                   | 3                   | 0                   | 0                   | 3                   | 28-27               | 12                  | 3.                  | -                           | -                           | -                           |
| 2024–25               | 14                    | 5                     | 0                     | 1                     | 8                     | 54:63                 | 16                    | 5.                    | 12                  | 7                   | 0                   | 0                   | 5                   | 62:43               | 21                  | 2.                  | Nem jutott be a rájátszásba | Nem jutott be a rájátszásba | Nem jutott be a rájátszásba |

## Nézettség
| Szezon  | Teljes nézőszám | Átlagos nézőszám | Helyezés a ligában |
| ------- | --------------- | ---------------- | ------------------ |
| 2023–24 | 3 193           | 355              | 7.                 |
| 2024–25 | 2 323           | 331              | 7.                 |